# Viektahajaure
Viektahajaure är en sjö i Kiruna kommun i Lappland och ingår i Torneälvens huvudavrinningsområde. Sjön har en area på 1 kvadratkilometer och ligger 458,2 meter över havet. Viektahajaure ligger i Rautas fjällurskog Natura 2000-område.

## Delavrinningsområde
Viektahajaure ingår i det delavrinningsområde (755550-167646) som SMHI kallar för Utloppet av Viektahajaure. Medelhöjden är 542 meter över havet och ytan är 18,68 kvadratkilometer. Det finns inga avrinningsområden uppströms utan avrinningsområdet är högsta punkten. Vattendraget som avvattnar avrinningsområdet har biflödesordning 4, vilket innebär att vattnet flödar genom totalt 4 vattendrag innan det når havet efter 428 kilometer. Avrinningsområdet består mestadels av skog (68 procent) och kalfjäll (23 procent). Avrinningsområdet har 1,14 kvadratkilometer vattenytor vilket ger det en sjöprocent på 6,1 procent.